# 2063
2063(이천육십삼)은 2062보다 크고 2064보다 작은 자연수다.

## 수학
- 311번째 소수(素數)다. 앞의 소수는 2053, 다음 소수는 2069다.
  - 64번째 슈퍼 소수로, 2063의 소수 순번인 311도 소수다. 앞의 슈퍼 소수는 2027, 다음은 2081이다.
  - 63번째 소피 제르맹 소수로, {\displaystyle 2063\times 2+1}의 값인 4127도 소수다. 앞의 소피 제르맹 소수는 2039, 다음은 2069다.
  - 40번째 안전 소수(↔ 1031)다. 앞의 안전 소수는 2039, 다음은 2099다.
- 자릿수 제곱합이 제곱수인 111번째 자연수다. ({\displaystyle 2^{2}+0^{2}+6^{2}+3^{2}=7^{2}}) 이 성질을 지닌 앞의 수는 2044, 다음 수는 2069다.

## 과학
- NGC 2063: 오리온자리 방향에 있는 천체.

## 문화유산
- 대한민국의 보물 제2063호: 육조대사법보단경

## 기타
- 연도: 2063년, 기원전 2063년